# Laobian
Der Stadtbezirk Laobian (chinesisch 老边区, Pinyin Lǎobiān Qū) ist ein Stadtbezirk der bezirksfreien Stadt Yingkou in der nordostchinesischen Provinz Liaoning. Er hat eine Fläche von 249,4 km² und zählt 146.748 Einwohner (Stand: Zensus 2020).

## Administrative Gliederung
Auf Gemeindeebene setzt sich der Stadtbezirk aus zwei Straßenvierteln und vier Großgemeinden zusammen. Diese sind:
- Straßenviertel Laobian 老边街道 Lǎobiān Jiēdào
- Straßenviertel Chengdong 城东街道 Chéngdōng Jiēdào

- Großgemeinde Lunan 路南镇 Lùnán Zhèn
- Großgemeinde Liushu 柳树镇 Liǔshù Zhèn
- Großgemeinde Biancheng 边城镇 Biānchéng Zhèn
- Großgemeinde Erdao 二道镇 Èrdào Zhèn